# 33 Dywizja Piechoty (III Rzesza)
33 Dywizja Piechoty (niem. 33. Infanterie-Division) – niemiecka dywizja z czasów II wojny światowej, sformowana na mocy rozkazu 1 kwietnia 1936, miejsce stacjonowania sztabu Darmstadt. Jesienią 1940 r. została przeformowana w 15 Dywizję Pancerną.

## Struktura organizacyjna
- Struktura organizacyjna w sierpniu 1939:
  - 104 pułk piechoty: miejsce postoju sztabu, I i III batalionu – Landau, II batalionu i rezerwowego batalionu – Spira;
  - 110 pułk piechoty: miejsce postoju sztabu, I, III batalionu oraz rezerwowego batalionu – Heidelberg, III batalionu – Mannheim;
  - 115 pułk piechoty: miejsce postoju sztabu, I, II batalionu oraz rezerwowego batalionu – Darmstadt, III batalionu – Worms;
  - 33 pułk artylerii: miejsce postoju sztabu, I i III dywizjonu – Darmstadt, II dywizjonu – Landau an der Isar;
  - I dywizjon 69 pułku artylerii ciężkiej: miejsce postoju – Mannheim;
  - 33 batalion pionierów: miejsce postoju – Mannheim;
  - 33 oddział przeciwpancerny: miejsce postoju – Landau an der Isar;
  - 33 oddział łączności: miejsce postoju – Heidelberg;
  - 33 oddział obserwacyjny: miejsce postoju – Mannheim;
- Struktura organizacyjna w styczniu 1940:

104, 110 i 115 pułk piechoty, 33 pułk artylerii, I/69 pułk artylerii ciężkiej, 33 batalion pionierów, 33 oddział rozpoznawczy, 33 oddział przeciwpancerny, 33 oddział łączności, 33 polowy batalion zapasowy;

## Dowódcy dywizji
- gen. por. Eugen Ritter von Schobert 6 III 1936 – 1 III 1938;
- gen. por. Hermann Ritter von Speck 1 III 1938 – 29 IV 1940;
- gen. mjr Rudolf Sintzenich 29 IV 1940 – 5 X 1940;
- gen. Friedrich Kühn 5 X 1940 – 1 XI 1940;

## Szlak bojowy
W latach 1939–1940 dywizja stała na granicy z Francją w rejonie Saary. Brała udział w kampanii francuskiej i jesienią 1940 została przekształcona w dywizję pancerną. 